# Verdunski oltar
Verdunski Oltar, imenovan tudi Klosterneuburški oltar je oltarni nastavek iz leta 1181, ki jo je izdelal Nikolaj iz Verduna. Delo, ki ga hranijo v  samostanu Klosterneuburg, predstavlja vrhunec srednjeveške poznoromanske in zgodnjegotske zlatarske umetnosti.

## Zgodovina nastanka
V prvotnem delu Nikolaja iz Verduna (francosko Nicolas de Verdun) niso videli oltarja, ampak okras za prižnico v romanski samostanski cerkvi v Klosterneuburgu. V ta namen - verjetno v obdobju približno 10 let (1171-1181) - je umetnik pripravil 45 emajliranih plošč (vroče pozlačene bakrene plošče v tehniki champlevé - izdolbena ali dvignjena polja se izpolnijo z emajlom) in jih montiral na leseno ogrodje. Plošče je naročil predstojnik samostana Wernher (1168-1185), kot posvetilni napis. Vsebinski koncept, za katerega je bil verjetno odgovoren  njegov predhodnik, predstojnik Rudiger (1167-1168), je bil v zvezi s cerkvenim reformatorjem Gerhoch von Reichersbergom in se je ukvarjal s spisi teologa Hugha von Saint-Victorja. 
Na oltarju so se plošče sestavljale med 1330/1331. Po požaru leta 1330, ki je uničil velik del samostana Klosterneuburg, je nekdanji predstojnik Stephan von Sierndorf (1317-1335), prinesel plošče na Dunaj, da bi moda naredili triptih. Za lažje zapiranje krila, je bilo delo dopolnjeno s šestimi novimi, slogovno usklajenimi ploščami, tako da oltarni nastavek zdaj obsega skupno 51 plošč. Hrbet je naslikan s štirimi velikimi tempera slikami.

## Opis

### Vsebinski program
Program je sestavljen iz treh serij in prikazuje prizore iz Stare zaveze in Nove zaveze. Kot pojasnjuje posvetilni napis, je namenjen ponazarjanju pomena Stare zaveze za razumevanje Nove zaveze. Zgodovina odrešenja je tukaj razdeljena na tri starosti:
- Ante legem - pred zakonom (pred primopredajo 10 zapovedi Mojzesu)
- Sub lege - v skladu z zakonom (po predaji 10 zapovedi Mojzesu)
- Sub gratia - pod milostjo (Kristusovo delovanje).

Najstarejši Ante legem (tj, prizori iz Stare zaveze do Mojzesa), so prikazane v zgornji vrsti. Čas po zakonu (tj, prizori iz Stare zaveze po Mojzesu) je prikazana v spodnji vrsti. Vmes, v srednji vrsti, so prizori iz Nove zaveze, ki je čas pod milostjo.
Vsak prizor iz Nove zaveze je nad prizori iz Stare zaveze s katerimi se soočajo in ki že kažejo na neke mere na delo Kristusa. Predpostavka, da se bodo prizori iz Jezusovega življenja natančno ujemali z dogodkih Stare zaveze, se omenja kot tipologija. Zato so vedno skupaj tri plošče, kar ustvarja kolono.
Od skupno 17 stolpcev jih tej sistematiki sledi 15 - tudi v ploščah ustvarjenih v 14. stoletju (8. in 10. stolpec). V zadnjih dveh stolpcih desnega krila (16. in 17. stolpec) je bil tipološki program zavrnjen že v 12. stoletju. Namesto tega je zastopana poslednja sodba.
Levo krilo:
| 1. Stolpec                      | 2. Stolpec       | 3. Stolpec           | 4. Stolpec                           |
| ------------------------------- | ---------------- | -------------------- | ------------------------------------ |
| Oznanjenje Izakovega rojstva    | rojstvo Izaka    | obrezovanje Izaka    | Abraham in Melkizedek                |
| Oznanjenje Kristusovega rojstva | rojstvo Kristusa | obrezovanje Kristusa | Čaščenje treh kraljev                |
| Oznanjenje Samsonovega rojstva  | rojstvo Samsona  | obrezovanje Samsona  | kraljica iz Sabe pri kralju Salomonu |

Srednji del:
| 5. Stolpec              | 6. Stolpec             | 7. Stolpec           | 8. Stolpec      | 9. Stolpec               | 10. Stolpec                      | 11. Stolpec           | 12. Stolpec             | 13. Stolpec         |
| ----------------------- | ---------------------- | -------------------- | --------------- | ------------------------ | -------------------------------- | --------------------- | ----------------------- | ------------------- |
| Prečkanje Rdečega morja | Prihod Mojzesa v Egipt | Kralj Melkizedek     | Kajn ubije Abla | Žrtvovanje Izaka         | Adam in Eva                      | Jožef v vodnjaku      | Smrt prvorojencev       | Blagoslov Jakoba    |
| Krst Kristusa           | Prihod v Jeruzalem     | Zadnja večerja       | Judežev poljub  | Križanje Kristusa        | Snemanje s križa                 | Pokopavanje Kristusa  | Kristusov spust v pekel | Vstajenje Kristusa  |
| Bronasto morje          | Velikonočno jagnje     | Manna v zlati posodi | Umor Abnerja    | Poizvedovalci z grozdjem | Snemanje kralja Jeriha iz vislic | Jona v telesu kitovem | Samson z levom          | Samson z vrati Gaze |

Desno krilo: 
| 14. Stolpec          | 15. Stolpec    | 16. Stolpec         | 17. Stolpec       |
| -------------------- | -------------- | ------------------- | ----------------- |
| Ekstaza Henoha       | Noetova barka  | Kristus Pantokrator | Nebesni Jeruzalem |
| Vnebohod             | Binkošti       | Angel s pozavno     | Kristus sodnik    |
| Elia v ognjenem vozu | Mojzesov zakon | Vstajenje od mrtvih | Pekel             |

### Slog
V umetniškem in tehničnem smislu je Verdunski Oltar absolutna mojstrovina. Slogovno so plošče narejene še vedno pod vplivom bizantinske umetnosti, pa tudi pri oblikovanosti figur je opaziti močan vpliv antičnih modelov. Figure so upodobljene v gibanju in anatomsko pravilne. Poleg tega je nenavadno za 12. stoletje pridihom čustvenih impulzov. Tudi najzahtevnejši postopek champlevé tehnike je Nikolaj iz Verduna izvedel na zelo visoki ravni. Ozadja so dejansko večinoma modra, a je umetnik iskal vsako priložnost, da je ustvaril privlačne barvne prehode z več odtenki. V umetniški kakovosti najdemo podobno delo Dreikönigenschrein v Kölnu.

### Hrbtna stran
Označen kot mojster hrbtne strani Verdunskega oltarja je neznan gotski slikar ustvaril leta 1330/1331 slike na hrbtni strani. To je eden od najstarejših ohranjenih primerov tabelnega slikarstva severno od Alp in je povezan s pretvorbo krilnega oltarja z emajliranimi ploščami Nikolaja iz Verduna. Šele v 20. stoletju so bile podvržene konzervatorskim posegom. V srednjem delu na levi strani je smrt Marije in kronanja Marije. Na levem krilu je križanje Kristusa, na katerem je lahko celo nameščen predstojnika Stephana von Sierndorfa portret. Desno krilo kaže vstajenje Kristusa, pri čemer so bile upodobljene tri Marije v grobu in Noli me tangere- scene zajete na sliki. Slogovno so slike francoske (kompozicija, draperija) in italijanske (arhitekturni elementi, ikonografske podrobnosti).